# Performance and Cocktails
Performance and Cocktails é o segundo álbum de estúdio da banda de rock galesa Stereophonics. Foi lançado em 8 de março de 1999 pela gravadora V2.

## Faixas
1. "Roll Up and Shine" – 3:58
2. "The Bartender and the Thief" – 2:54
3. "Hurry Up and Wait" – 4:40
4. "Pick a Part That's New" – 3:33
5. "Just Looking" – 4:13
6. "Half The Lies You Tell Ain't True" – 2:55
7. "I Wouldn't Believe Your Radio" – 3:50
8. "T-Shirt Sun Tan" – 4:04
9. "Is Yesterday, Tomorrow, Today?" – 4:02
10. "A Minute Longer" – 3:46
11. "She Takes Her Clothes Off" – 3:55
12. "Plastic California" – 4:30
13. "I Stopped to Fill My Car Up" – 4:29

Outras canções
1. "Fiddler's Green"
2. "Postmen Do Not Great Movie Heroes Make"
3. "Sunny Afternoon"
4. "Positively 4th Street"
5. "In My Day"
6. "Something in the Way"
7. "The Old Laughing Lady"
8. "Angie"

## Singles
1. "The Bartender and the Thief"
2. "T-Shirt Sun Tan"
3. "Just Looking"
4. "Pick a Part That's New"
5. "Half The Lies You Tell Ain't True/I Wouldn't Believe Your Radio"
6. "Hurry Up and Wait"